# Paramyristica sepicana
Paramyristica sepicana es la única especie botánica de planta con flor del género monotípico Paramyristica . Es una planta perteneciente a la familia  de las  Myristicaceae.  Es originaria de Papúa Nueva Guinea.

## Taxonomía
Paramyristica sepicana fue descrita por (Foreman) W.J.de Wilde  y publicado en Blumea 39(1–2): 344. 1994.
Sinonimia
- Myristica sepicana Foreman	[3]